# کلمنت دپرس
کلمنت دپرس (انگلیسی: Clément Depres؛ زادهٔ ۲۵ نوامبر ۱۹۹۴) بازیکن فوتبال اهل فرانسه است.
از باشگاه‌هایی که در آن بازی کرده‌است می‌توان به باشگاه فوتبال نیم المپیک اشاره کرد.